# Unitel (Angola)
La UNITEL S.A. es una empresa en Angola, prestadora de servicios en el área de telecomunicaciones móviles (telefonía celular), habiendo sido la primera a operar con la tecnología GSM en el mercado angolano. Fue constituida en 1998, y entró en el mercado en 2001. En el tercer trimestre del mismo año, asumió el liderazgo del mercado en número de clientes. Ha como Eslogan oficial: O próximo mais próximo (El prójimo más próximo)
Desde diciembre de 2004, la empresa suministra cobertura de red móvil en las capitales de las 18 provincias. En diciembre de 2011 pasó a ofertar cobertura para todas las sedes municipales del país. Cuando inició la actividad en Luanda y posteriormente en Benguela, la empresa operaba en GSM 900. Actualmente ya opera en algunas zonas en GSM 1800.
El tarifario es hecho en UTT (Unidad Tarifária de Telecomunicaciones), tal como en todos servicios de telecomunicaciones en Angola. 1 UTT equivale a 7,2 kwanzas. Las tarjetas de recargas disponibles son 125 UTT, 375 UTT, 625 UTT y 1250 UTT.  La recarga generalmente es hecha en las multicaixas, en los bancos y en las tiendas de agentes autorizados. Los números de telemóveis generalmente comienzan con 92, 93 o 94.. A Portugal Telecom detiene una participación del 25% en la Unitel.

## Clientes
La Unitel consiguió cativar la preferencia de los Angolanos, asumiendo el liderazgo del mercado inmediatamente el primer año de existencia, contando ya con más de 7,3 millones de clientes.
A finales de 2014, la empresa alcanzó la marca de 10 millones de clientes en Angola. En 2015, la Unitel alcanzó un total de 11 millones de clientes.
Desde 2001, año en que inició sus operaciones, la UNITEL tiene viniendo a ensanchar el conjunto de servicios, disponiendo actualmente de conexión de Tercera Generación 3G, con el GPRS, EDGE y UMTS, y del sistema GSM, aumentando progresivamente su rayo de cobertura nacional

## Net Unitel
En 2013, la operadora de telefonía móvil Unitel lanzó el servicio Big Net. Una nueva operación que vino a permitir a los clientes regules tengan el saldo del servicio de Internet al doble.
Este nuevo servicio presentado por el director de Marketing , permitió beneficiar los clientes que todos los meses hacen el carregamento de su servicio de Internete.
Estos carregamentos son:
4 GB de net a partir de 4500 kz.
2 GB a partir de 2700 kz.
500 MB de net a partir de 900 kz.
En 2016 este servicio fue ititulado como  Net a doblar

## Unitel Música
La Unitel lanzó igualmente en 2014  el servicio  Kisom , una aplicación móvil de música 24 horas por día, á un coste pre-definido de crédito (portugués brasileño) o saldo (portugués europeo) disponibilizando 28 UTT semanal y 97 UTT mensual.  Las músicas están disponibles en modo off-line, permitiendo que los clientes usufructúen del servicio cuando y donde quieran.
La aplicación Kisom oferta también la posibilidad de creación de playlist (lista) y de reparto a través de las redes sociales Facebook y Twitter.El Kisom de la Unitel es ititulado como músicas sin límite. Actualmente millones de músicas en el mundo entero están disponible en el Kisom. (enlace roto disponible en Internet Archive; véase el historial, la primera versión y la última).

### Críticas
Hoy la Unitel es blanco de incontables críticas y procesos en relación la venta de planes por Telemarketing, al ofertar un plan diferente del negociado. Más de 75 % de la población angolana utilizan la red Unitel, Resultando frecuentemente en tarifas de esgotamento de datos móviles en un plano muinto elevado. Negando enseguida el proceso de estabelização en consonancia, por parte de la población. Antendendo como acto de mala fe la práctica, resultando en pago de incontables indemnizaciones, por parte de la réde.
La Unitel es considerada como la peor empresa de Telecomunicaciones de Angola;  es la red más reclamada en toda Angola, y en país donde esta opera. Actualmente está siendo realizado un proceso de instalaciones por parte de la Angosat 1. Una geoestacionário que beneficiará la mayor parte de la población Angolana en el ámbito de las Telecomunicaciones

## Servicios Unitel
Correo de voz
Servicio que consiste a la atención automática de todas las Llamadas hechas en el telemóvel, sea que el telemóvel esté ocupado, desconectado o sin cobertura.
Carga ahí
Servicio que autoriza afetuar recargas en diferentes números Unitel a partir del propio telemóvel.
Conecta Sólo
Servicio que permite envíos de sólo un mensaje para a un número Unitel afín de pedir para un compañero, amigo o familia, que este le conecte. Por falta de saldo.
Roaming
Este servicio permite al cliente viajar para los cinco continentes del Planeta Tierra, llevando consigo su tarjeta Unitel y lo utilizas normalmente como se estuviera en Angola

## Servicios de Mensajes
En diciembre de 2008, la Unitel inició también el Servicio de mensajes multimedia. MMS, que permite para sus clientes enviar y recibir mensajes con imágenes, fotografías, sonidos, vídeos y textos más largos.
SMS
Un nuevo servicio de mensajes. Esta permite el envío de mensaje por escritura. Disponibilizando 160 caracteres de texto por cada mensaje.

## Tiendas Unitel
La Unitel cuenta actualmente con más de 30 tiendas de venta a grueso, para atención exclusiva a agentes.
En el que respeta a las Tiendas propias, la Unitel detiene 100 Tiendas propias de atención al público, distribuidas por Luanda y por las principales capitales de Provincia.

## Registro de datos pesoais
En marzo de 2015, fue féito en Angola el proceso de registro de datos personales. o sea, actualización de los datos de los números telefónicos. Este proceso tiene como propósito prevenir el uso abusivo de las redes y servicios de comunicaciones electrónicas y contribuir para una mejoría de esos servicios. 
La información fue avanzada por presidente del consejo de administración del Instituto angolano de las tele comunicaciones (INACOM), responsable por la reglamentación de la actividad de prestación de servicios de comunicaciones electrónicas en Angola.
Fue dicha que la actualización de registro de datos personales es un procedimiento de carácter obligatorio por Ley, en consonancia con el decreto ejecutivo conjunta nº 20/14 de Angola.
Según el inacom, más allá de ser un deber cívico, el registro oferta ventajas al propio ciudadano porque en caso de pérdida o furto del telemóvel se puede, siempre, efectuar la suspensión rápida del número, así como facilitar la adquisición de la segunda vía y la alteración del titular del contacto. 
Ya el ministro de las Telecomunicaciones y de las Tecnologías de información (TIC), en Angola,  hizo saber recientemente que el país cuenta actualmente con cerca de 14 millones de utilizadores de las redes móviles. 

### Negocios en línea
En una gran polémica de negocios empresarias de África en febrero de 2016, se constató  que la operadora Unitel registró el tercero mayor crecimiento en las recetas y en los logros entre las principales participaciones de Portugal Telecom en África y en Asia.
La Unitel continúa a ser la operadora con mayor margen de logro en casi todo el territorio Africano. Entre las seis principales participadas por Portugal Telecom en África y en Asia. Según el Periódico Expansión, la Unitel terminó el año letivo 2015 con un margen de cerca de 58,2 %, mientras Timor Telecom, la CVT (Cabo Verde Telecom) y la MTC (Namíbia) terminaron respectivamente con 55,8 % . Las otras empresas con comparticipações de la PT son la CTM (Macau) y la CST (Son Tomé), cuyos márgenes de logro son de 27,6 % y 24 %
La Unitel es también la operadora con la mayor receta entre las seis, habiendo facturado cerca de 1590 millones de euros, 69 más % del que la segunda operadora que más facturó en la CTM (Macau) con 480 millones de euros.
A Portugal Telecom es detentora de 25 % de la Unitel, siendo la más pequeña participación de la operadora portuguesas en las empresas analizadas.